# Asomeramiento

Cuando las olas entran en aguas poco profundas estas reducen su velocidad. En estas condiciones, la longitud de onda se reduce. El flujo de energía debe permanecer constante y la reducción de velocidad es compensada por un aumento de la altura de las olas (y por tanto la densidad de energía de las olas).

En dinámica de fluidos, el asomeramiento es el efecto por el cual las olas superficiales, al entrar en aguas menos profundas, cambian de altura. Está causado por el hecho de que la velocidad de grupo, que es también la velocidad de transporte de energía de las olas, cambia con la profundidad del agua. En condiciones estacionarias, una disminución de la velocidad de transporte debe compensarse con un aumento de la densidad de energía para mantener un flujo de energía constante. Las olas de bajamar también mostrarán una reducción de la longitud de onda mientras que la frecuencia permanece constante.
En otras palabras, a medida que las olas se acercan a la orilla y el agua se hace menos profunda, las olas se hacen más altas, se ralentizan y se acercan entre sí.
En aguas poco profundas y contornos de profundidad paralelos, las olas que no rompen aumentarán su altura a medida que el paquete de olas entre en aguas menos profundas. Esto es especialmente evidente en el caso de los tsunamis, ya que aumentan su altura cuando se acercan a la costa, con resultados devastadores.

## Resumen
Las olas que se acercan a la costa cambian su altura debido a diferentes efectos. Algunos de los procesos ondulatorios importantes son la refracción, la difracción, la reflexión, la rotura de las olas, la interacción ola-corriente, la fricción, el crecimiento de las olas debido al viento y el empuje de las olas. En ausencia de otros efectos, el empuje de las olas es el cambio de altura de las olas que se produce únicamente debido a cambios en la profundidad media del agua, sin cambios en la dirección de propagación de las olas ni disipación. El empuje puro de las olas se produce cuando las olas de cresta larga se propagan perpendicularmente a las curvas de nivel paralelas de un lecho marino ligeramente inclinado. Entonces, la altura de ola {\displaystyle H} en un lugar determinado puede expresarse como:
{\displaystyle H=K_{S}\;H_{0},}
con {\displaystyle K_{S}} el coeficiente de Shoaling y {\displaystyle H_{0}} la altura de ola en aguas profundas. El coeficiente de apuntalamiento {\displaystyle K_{S}} depende de la profundidad local del agua {\displaystyle h} y de la frecuencia de las olas {\displaystyle f} (o, lo que es lo mismo, de {\displaystyle h} y el periodo de onda {\displaystyle T=1/f}). Aguas profundas significa que las olas (apenas) se ven afectadas por el fondo marino, lo que ocurre cuando la profundidad h es mayor que aproximadamente la mitad de la longitud de onda de las aguas profundas.

## Física
Para las ondas no rompientes, el flujo de energía asociado al movimiento ondulatorio, que es el producto de la densidad de energía ondulatoria por la velocidad de grupo, entre dos rayos de onda es una cantidad conservada (es decir, una constante cuando se sigue la energía de un paquete de ondas de un lugar a otro). En condiciones estacionarias, el transporte total de energía debe ser constante a lo largo del rayo de onda, como demostró por primera vez William Burnside en 1915. Para las olas afectadas por la refracción y los bancos de arena (es decir, dentro de la aproximación de la óptica geométrica), la tasa de cambio del transporte de energía de las olas es:
{\displaystyle {\frac {d}{ds}}(bc_{g}E)=0,}
donde s es la coordenada a lo largo del rayo de onda y {\displaystyle bc_{g}E} es el flujo de energía por unidad de longitud de cresta. Una disminución de la velocidad de grupo {\displaystyle c_{g}} y la distancia entre los rayos de onda {\displaystyle b} debe compensarse con un aumento de la densidad de energía {\displaystyle E}. Esto puede formularse como un coeficiente de empuje relativo a la altura de ola en aguas profundas.
Para aguas poco profundas, cuando la longitud de onda es mucho mayor que la profundidad del agua – en caso de una distancia de rayo constante b (es decir, incidencia perpendicular de las olas en una costa con contornos de profundidad paralelos) – el empuje de las olas cumple la ley de Green:
{\displaystyle H\,{\sqrt[{4}]{h}}={\text{constant}},}
con {\displaystyle h} la profundidad media del agua, {\displaystyle H} la altura de ola y {\displaystyle {\sqrt[{4}]{h}}} la cuarta raíz de {\displaystyle h.}